# Strimprinia
Strimprinia (Prinia striata) är en nyligen urskild asiatisk fågel i familjen cistikolor inom ordningen tättingar.

## Utseende och läte
Strimprinian är en rätt färglöst tecknad sångfågel. Ovansidan är gråbrun, buken ljus, med ljust ögonbrynsstreck och svartaktiga strimmor på huvud och vingar. Den är mycket lik himalayaprinian, men hona och hane utanför häckningstid skiljer sig genom kraftigare streckning ovan och mer bjärt roströd vingpanel i vingen. I häckningsdräkt har hanen ljusare ansikte med tydligare ögonbrynsstreck. Den sjunger ofta från en exponerad sittplats, en högljudd men torr serie toner, snabbare än himalayaprinians sång.

## Utbredning och systematik
Strimprinian förekommer i Kina och på Taiwan. Den delas in i tre underarter med följande utbredning:
- Prinia striata catharia – Kinas inland
- Prinia striata parumstriata – sydöstra kustnära Kina
- Prinia striata striata – Taiwan

Traditionellt utgör den en del av arten Prinia crinigera. Vissa, som tongivande International Ornithological Congress (IOC) urskiljer den numera dock som egen art baserat på genetiska studier. Ofta urskiljs även taxonet parvirostris i denna grupp, men den bör enligt studien klassas som synonym med catharia.

### Familjetillhörighet
Cistikolorna behandlades tidigare som en del av den stora familjen sångare (Sylviidae). Genetiska studier har dock visat att sångarna inte är varandras närmaste släktingar. Istället är de en del av en klad som även omfattar timalior, lärkor, bulbyler, stjärtmesar och svalor. Idag delas därför Sylviidae upp i ett antal familjer, däribland Cisticolidae.

## Levnadssätt
Strimprinian hittas i fält, gräsmarker, skogsbryn och jordbruksområden, mestadels på medelhög till hög höjd. Fågeln ses typiskt enstaka eller par, där den klättrar runt i gräs och buskar. Den är ofta sparsam och svår att hitta. Födan består av ryggradslösa djur, framför allt insekter och deras larver. Arten häckar mellan mars och oktober, med äggläggning framför allt i maj eller juli och augusti, under regnperioden.

## Status och hot
Internationella naturvårdsunionen IUCN erkänner den ännu inte som egen art, varför dess hotstatus inte bedömts. 

## Namn
Prinia kommer av Prinya, det javanesiska namnet för bandvingad prinia (Prinia familiaris). Det svenska trivialnamnet hedrar Robert Swinhoe som beskrev fågeln som art 1859.